# Kollokation
Kollokation är i lingvistiken ett ordpar som har en benägenhet att uppträda tillsammans i ett språk. Man är inte tvingad av språkbruket att sätta ihop orden, men man gör det av vana. Det är mycket vanligt att säga att någon gjorde en ”svag insats”, så det är en kollokation. Andra uttryck som ”dålig insats” är möjliga men mindre vanliga.
Ett ordpar som ”kratta manegen” är inte en kollokation utan ett idiom, eftersom man inte kan byta ut något av orden om man följer vanligt språkbruk.